# Xyletinus laticollis
Xyletinus laticollis is een keversoort uit de familie klopkevers (Anobiidae). De wetenschappelijke naam van de soort is voor het eerst geldig gepubliceerd in 1825 door Duftschmid.